# Sněžná (Kraslice)
Sněžná (do roku 1948 Šenava, německy Schönau) je malá vesnice, část města Kraslice v okrese Sokolov v Karlovarském kraji. Nachází se asi 2,5 kilometru jihozápadně od Kraslic. Je zde evidováno 41 adres. V roce 2011 zde trvale žilo 32 obyvatel.
Sněžná je také název katastrálního území o rozloze 8,22 km².

## Historie
První písemná zmínka o vesnici pochází z roku 1348 kdy je Sněžná uváděna v soupisu vsí prodaných klášterem ve Waldsassenu rytíři Rüdingerovi ze Sparnecku. Není známo, kdo a kdy ves založil. Předpokládá se, že se tak stalo koncem 13. století nebo začátkem 14. století, tedy v době, kdy území spravovali cisterciáci z klášteru Waldsassen. Nejstarší část Sněžné se nazývá Svatý Jakub a táhne se na severozápad od kostela svatého Jakuba, novější část se nazývá Nové Domy. Od roku 1824 byla ve Sněžné jednotřídní škola, později dvojtřídní. Škola byla uzavřena v roce 1969. Ve školním roce 1970–1971 byla škola znovu otevřena, ale o rok později definitivně zanikla. Po odsunu německého obyvatelstva po druhé světové válce došlo k částečnému dosídlení, převážně reemigranty. Vesnice se postupně proměnila v rekreační místo chalupářů.

## Obyvatelstvo
Při sčítání lidu v roce 1921 zde žilo 583 obyvatel, všichni německé národnosti. K římskokatolické církvi se hlásilo 581 obyvatel, k evangelické dva obyvatelé.
| Rok            | 1869 | 1880 | 1890 | 1900 | 1910 | 1921 | 1930 | 1950 | 1961 | 1970 | 1980 | 1991 | 2001 | 2011 | 2021 |
| -------------- | ---- | ---- | ---- | ---- | ---- | ---- | ---- | ---- | ---- | ---- | ---- | ---- | ---- | ---- | ---- |
| Počet obyvatel | 492  | 521  | 571  | 532  | 589  | 583  | 575  | 143  | 120  | 38   | 12   | 11   | 14   | 32   | 31   |
| Počet domů     | 59   | 74   | 82   | 92   | 91   | 93   | 111  | 115  | 31   | 10   | 5    | 9    | 9    | 13   | 13   |

## Obecní správa
Při sčítání lidu v letech 1850–1976 Sněžná byla samostatnou obcí, se kterým patřila nejprve do okresu Kraslice, ale od roku 1961 v okrese Sokolov. Od 1. dubna 1976 je částí města Kraslice v okrese Sokolov. V letech 1850–1879 k obci patřila Smolná a v letech 1961–1976 také Liboc.

## Pamětihodnosti
- Kostel svatého Jakuba Většího (kulturní památka)
- Pamětní kříž u silnice Kraslice–Luby
- památné Sněženské lípy